# Dujker rudoboki
Dujker rudoboki dawniej: dujker siwopręgi (Cephalophorus rufilatus) – gatunek ssaka parzystokopytnego z rodziny wołowatych, zaliczany do grupy dujkerów.

## Systematyka
Przeniesiony w 2022 roku z Cephalophus do Cephalophorus na podstawie analiz molekularnych i morfologicznych.

## Występowanie i biotop
Gatunek ten zasiedla lasy galeriowe zachodniej i centralnej Afryki.

## Charakterystyka ogólna
| Podstawowe dane         | Podstawowe dane |
| ----------------------- | --------------- |
| Długość ciała           | 60–80 cm        |
| Długość ogona           | 7–10 cm         |
| Wysokość w kłębie       | 30–40 cm        |
| Masa ciała              | 6–14 kg         |
| Dojrzałość płciowa      | brak danych     |
| Ciąża                   | 223–245 dni     |
| Liczba młodych w miocie | 1               |
| Długość życia           | ponad 15 lat    |

### Wygląd
Ubarwienie pomarańczowo-brązowe, z ciemnym pasem biegnącym wzdłuż grzbietu i ciemnoszarymi kończynami. Stosunkowo duże, szerokie uszy od strony zewnętrznej są ciemnobrązowe lub czarne. Rogi występują u przedstawicieli obydwu płci.

### Tryb życia
Dujker rudoboki żyje pojedynczo lub w parach zajmując niewielki areał osobniczy. Granice obszaru są znakowane wydzieliną gruczołów przedoczodołowych. Zwierzę żywi się głównie liśćmi i innymi częściami roślin. Notowano jego aktywność o różnych porach doby. Jest bardzo ostrożny, co utrudnia obserwację. Długość życia w warunkach naturalnych nie jest znana. W niewoli zanotowano osobnika, który żył ponad 15 lat.

### Rozród
Ciąża trwa 223–245 dni. Młode tuż po porodzie waży ok. 1 kg.

## Podgatunki
- C. r. rufilatus – Senegal do doliny Szari
- C. r. rubidior – od doliny Szari do doliny Nilu

## Zagrożenia i ochrona
Gatunek jest poławiany dla mięsa. Nie jest objęty konwencją waszyngtońską  CITES. W Czerwonej księdze gatunków zagrożonych Międzynarodowej Unii Ochrony Przyrody i Jej Zasobów został zaliczony do kategorii LC (niskiego ryzyka).